# Bulbine praemorsa
Bulbine praemorsa är en grästrädsväxtart som först beskrevs av Nikolaus Joseph von Jacquin, och fick sitt nu gällande namn av Spreng.. Bulbine praemorsa ingår i släktet bulbiner, och familjen grästrädsväxter. Inga underarter finns listade i Catalogue of Life.